# Pycnonotus leucops

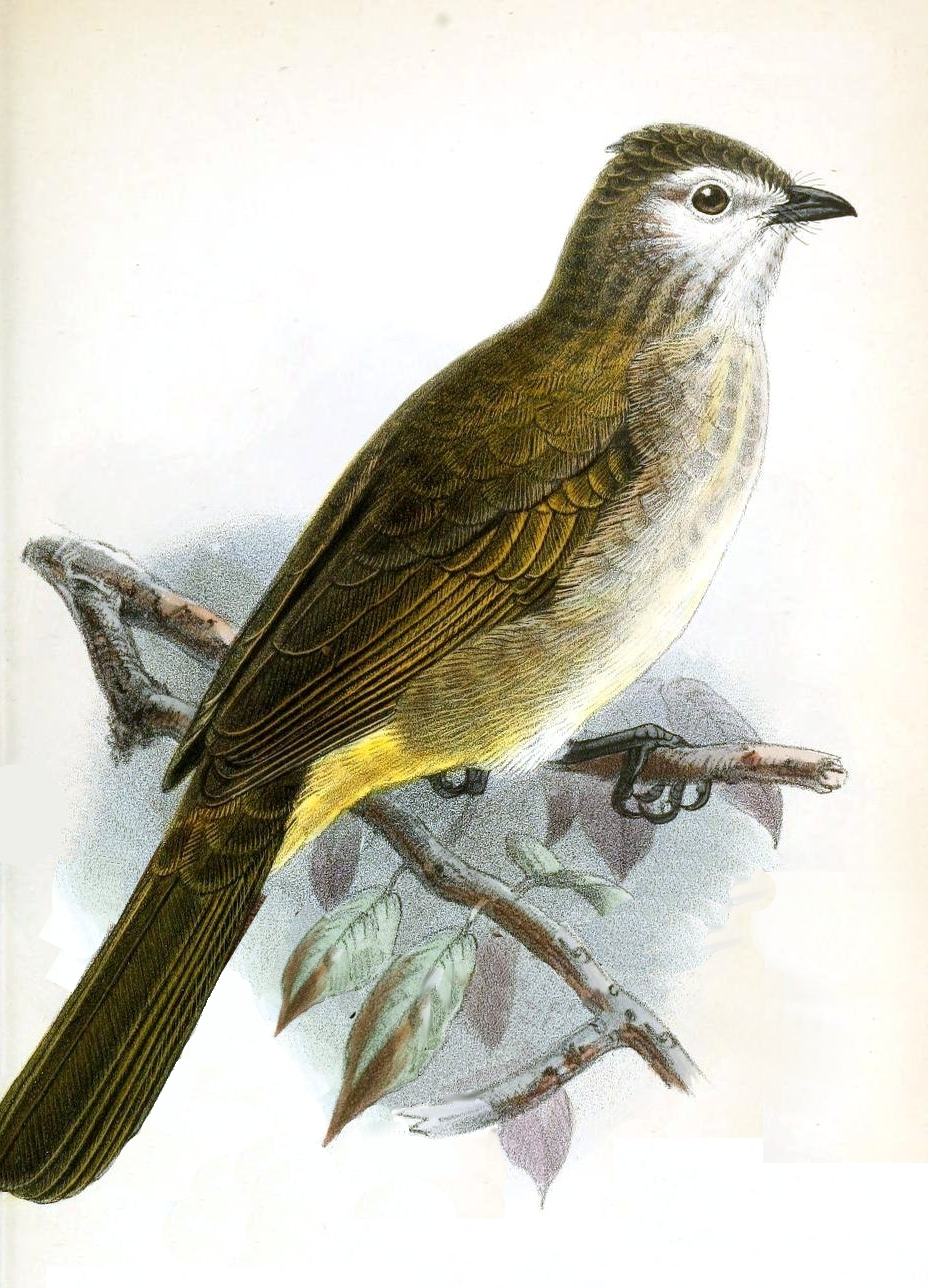
Блідий бюльбюль

Pycnonotus leucops (бюльбюль блідий) — вид горобцеподібних птахів родини бюльбюлевих (Pycnonotidae). Ендемік Калімантану. Раніше вважався підвидом соснового бюльбюля, однак був визнаний окремим видом.

## Поширення і екологія
Бліді бюльбюлі живуть у вологих гірських тропічних лісах. Зустрічаються на висоті від 900 до 3500 м над рівнем моря.